# كيم مي سو
كيم مي سو (16 مارس 1992 - 5 يناير 2022) هي ممثلة وعارضة أزياء كورية جنوبية، كانت معروفة بعملها في ثورة احمر الشفاه وعالم كيونغمي كما ظهرت في الدراما مرحبا وداعا ماما!. اكتسبت كيم الشهرة مؤخرًا لقيامها بدور ناشطة طُلاب تدعى جونغ مين في زهرة الثلج على جي تي بي سي (2021-22).

## الوفاة
في 5 يناير 2022 ، توفيت كيم لأسباب غير محددة عن عمر يناهز 29 عامًا. تزامن وفاة كيم مع وقت عرض الدراما الرومانسية زهرة الثلج، والتي لعبت فيها كيم شخصية داعمة.  قبل وفاة كيم، تم بث سبعة من أصل 16 حلقة للمسلسل، وانتهى التصوير حيث أن زهرة الثلج هو مسلسل مُنتج مسبقًا.
قبل وفاتها، تم اختيار كيم للتمثيل في دراما تقبيل الحاسة السادسة لـ منصة ديزني+ وبدأت التصوير. تم الغاء التصوير المقرر في 5 يناير بسبب موت كيم المفاجئ.

## فيلموغرافيا

### مسلسلات تلفزيونية
| عام       | عنوان         | قناة البث   | الدور         | ملاحظة                | Ref.   |
| --------- | ------------- | ----------- | ------------- | --------------------- | ------ |
| 2019      | Drama Festa   | جي تي بي سي | جونغ جي هيون  | حلقات: "هيومان لواك"  | [ 6 ]  |
| 2020      | Hi Bye, Mama! | تي في ان    | تشا يون-جي    |                       | [ 7 ]  |
| 2020      | Into the Ring | كي بي إس 2  | كوان ون كيونغ |                       | [ 8 ]  |
| 2020      | دراما خاصة    | كي بي إس 2  | جو جو-يونغ    | حلقة: "ليلة واحدة"    | [ 9 ]  |
| 2021      | خلايا يومي    | تيفينج      | جا-يونغ       | دور الكاميو (حلقة 12) |        |
| 2021–2022 | زهرة الثلج    | جي تي بي سي | ايو جونغ-مين  |                       | [ 10 ] |

## روابط خارجية
كيم مي سوو على موقع IMDb (الإنجليزية)
- كيم مي سوو على موقع قاعدة بيانات الفيلم (الإنجليزية)
- كيم مي سوو على موقع كينوبويسك (الروسية)